# Resolució 2338 del Consell de Seguretat de les Nacions Unides
La Resolució 2238 del Consell de Seguretat de les Nacions Unides fou adoptada per unanimitat el 26 de gener de 2017. Després de reafirmar totes les resolucions sobre el conflicte de Xipre el Consell va ampliar el mandat de la Força de les Nacions Unides pel Manteniment de la Pau a Xipre (UNFICYP) durant sis mesos més fins al 31 de juliol de 2017. Al desembre de 2016, aquesta força, creada fa 52 anys, estava formada per 883 soldats i 67 agents.

## Contingut
El 14 de setembre de 2016, els líders de la part grega i turca de Xipre, Nicos Anastasiades i Mustafa Akıncı, en una declaració conjunta, repetien que farien tot per arribar a un acord global. Setze mesos després de la seva declaració anterior, s'havien fet progressos significatius en la governança, el repartiment del poder, l'economia, la UE i els drets de propietat. Pel que fa a la seguretat, les garanties i la divisió del territori, es mantenia una profunda divisió entre les dues parts.
La Convenció de Garanties de 1960 va concedir a Grècia, Turquia i el Regne Unit el dret d'intervenir a Xipre. Sobre la base d'aquesta clàusula, Turquia va invadir Xipre el 1974 i en va ocupar un terç. El país encara tenia 35.000 soldats. Turquia i els turcoxipriotes volien mantenir aquestes garanties i la força fins i tot després d'una possible reunificació, mentre que Grècia i els grecoxipriotes volien que marxessin.
El Consell de Seguretat va acollir amb satisfacció els progressos realitzats. També va demanar de nou que s'implementessin mesures de confiança, com ara obrir més passos fronterers. Es va demanar a ambdues parts que cooperessin millor en l'excavació i la identificació de les persones desaparegudes, i en el desminatge de la Línia Verda. Al costat turc es va tornar a demanar que restaurés l'statu quo militar a Strovilia.